# ريغي
إنّ الريغي مصطلح يتضمن أساليب من الموسيقى الجاميكية الكاريبية الأفريقية وظهرت في آخر الستّينات، كما يتضمن مصطلح ريغي أيضاً الموسيقى المعاصرة الشعبية الجاميكية الموجودة في وطنهم وحتى التي توجد خارج حدوده كما تنتشر بين الجاليات الجاميكية. قد يعود أول استخدام شائع للكلمة «ريغي» للحظة لتاريخية نشرت فيه الأغنية الشعبية "إعمل الريغي" ل«توتس والمايتالس» وهذه في في 1968، كما عرّفت الأغنية هذه بكلمة «ريغي» على الجمهور العالمية بشكل كبير.
احيانا يتم استخدام مصطلح ريغي ليدل على أنواع متنوعة من الموسيقى الجاميكية الشعبية وخصوصا الموسيقى المتعلقة بالرقص ولكن بالأحرى تدل كلمة «ريغي» على نوع موسيقي خاص الذي تأثر بالنوع التقليدي السابق مسمي «مينتو (موسيقى)» والذي تأثر أيضا بالأنوع الأمريكية الجاز وموسيقى ريذم أند بلوز وتأثر الريغي أيضاً بالثقافة الموسيقية لمدينية نيو أورلينز بشكل خاص والتي انبعثت عبر البحر الكاريبي بالمذياع. وأخيرا يوجد علاقة تاريخية وجمالية بين الريغي وبين الانوع الكاريبية الأخرى السكا وروك ستيدي (ولكن ما زلنا نحتاج إلى أن نأخد في عين الاعتبار الاختلافات الموجودة بين الأنواع هذه التي تتأسس على النواع الآلات والإياقاعات المستخدمة في الموسيقى والسياقات التي تنتشر هذه الموسيقى فيها، إلخ).
تعبّرالموسيقى الريغية عن الاخبار الجارية والأحدايث الاجتماعية وأيضا تعلّق أغاني الريغي كثيرا على الأوضاع السياسية وقد يتم استخدام كلمات اغاني ريغي كمرجع لدراسة التاريخ الشعبي الجاميكي في آخر نصف القرن العشرين.
في الأيام الأولى للمذياع، كان للمحطات نفوذ كبير جداً، والعديد من المحطات في فلوريدا ونيوأورلينز كانت قويّة بما فيه الكفاية لتصل إلى جامايكا.
يميز الريغيه الإيقاع الثقيل. هذا الإيقاع يتميز عن جميع الأنواع الموسيقية ومن بينها الأفريقية، ولا يمكن إيجاده في الموسيقى الأوروبية أو الآسيوية التقليدية. الديانة الراستافارية شائعة بين الجاميكيين ذي الأصول الأفريقية. العديد من مغني الريغيه هم ممن يعتنقون هذه الديانة، ولهذا يعكس الكثير منهم المعتقدات والتقاليد على كلمات الأغاني. تستخدم غالباً في هذا النوع القيثارات، والطبول، والأرغنات.
كان بوب مارلي السفير الأشهر للريغيه دولياً. منذ أيامه الأولى مع إحدى فرق الروكستيدي حتى سنواته اللاحقة عند دخوله الراستافارية ونشاطه سياسياً، زرع بوب مارلي نفسه بعمق في قلوب أنصار الريغيه في كافة أنحاء العالم. يعتبر بعض الناس مارلي بأنه المسؤول بشكل خاص عن شعبية الريغيه حول العالم، ولكن الفنانين الآخرين، مثل جيمي كليف وبيتر توش، ساعدوا على ازدياد شعبيته.
في العادات الراستافارية، تستعمل الماريوانا كجزء من الطقوس الدينية، بسبب الاعتقاد بأنّ لها تأثيرات تقرب الشخص من الله. ولذا، يذكر الحشيش المسمى «غانجا» باللغة الجامايكية العاميّة في أغلب الأحيان بوضوح في قصائد الريغيه الغنائية. ولكن ليس كلّ قصائد الريغيه الغنائية تحتوي على إشارات للغانجا، كما أن ليس جميع موسيقيي الريغيه راستافاريون.
في التسعينات وفي بداية القرن الواحد والعشرين برز تيكن جاه فاكولي الذي يتميز بانتقاده للطغمات العسكرية التي تسيطر على أفريقيا.

## الاشتقاق
زعم الموسيقي بوب مارلي على أن يعود أصل كلمة «ريغي» إلى اللغة الأسبانية حيث تدل على موسيقي الملك. (اللغة الأسبانية—مثل اللغة اللاتينية التراثية—تستخدم جدر"-regi" لتدل على مفهوم الملك والملكية.)

## الأنواع الفرعية
- روتس ريغيه (Roots reggae)
- دوب (Dub)
- دانسهول (Dancehall)
- راغا (Ragga)